# De vloer op
De Vloer Op (deutsch etwa: „Auf die Bühne(nbretter)“) war eine niederländische Improvisationsshow der Fernsehgesellschaft HUMAN, die im Jahr 2000 zum ersten Mal auf NPO 3 ausgestrahlt wurde. Die Sendung wurde bis 2005 im alten Bimhuis in Amsterdam aufgenommen. Danach wechselte man für einige Jahre in die Desmet Studio’s Amsterdam, um anschließend wieder ins Bimhuis zurückzukehren, diesmal jedoch in das neue Gebäude an der Ij. Aufgenommen wurde stets vor Livepublikum.

## Geschichte
Das Konzept wurde erdacht vom Regisseur Peter de Baan. In der Sendung sollte es darum gehen, lediglich mit einem Stichwort, kreativ und spontan Spielszenen auf die Bühne zu bringen. Sätze und Darstellung konnte frei improvisiert werden. In jeder Folge gab es drei Spielrunden. De Baan wählte vor jeder Runde zwei oder drei Spieler aus einer Gruppe anwesender Schauspieler aus und wies ihnen spontan ein Thema zu, das er und seine Redaktion sich zuvor ausgedacht haben. Die Schauspieler durften aus einem Fundus einige Kleidungsstücke und/oder Attribute auswählen und begannen dann, ohne gegenseitige Absprache, sofort mit der Improvisation. Das Ergebnis war eine humorvolle Darstellung mit bisweilen anschaulichen und emotionalen Momenten. Der Moderator entschied jeweils wann eine Runde endete („Oké, tot hier.“). Dann wurden für die nächste Runde andere Akteure ausgewählt (was auch einer der zuvor Aufgetretenen sein konnte).
Am 29. August 2020 wurde die letzte Folge ausgestrahlt. In dieser wurden die schönsten Szenen der zuvorigen 20 Jahre vorgestellt.
Viele bekannte Gesichter des niederländischen Fernsehens waren in der Show zu sehen. Dazu zählen u. a. Stefan de Walle, Gijs Scholten van Aschat, Pierre Bokma, Huub Stapel, Gijs Naber, Eva Van der Gucht, Achmed Akkabi, Loek Peters, Anna Raadsveld, Gaite Jansen, Katja Herbers und Yannick van de Velde.
Die Themen waren neben vielen anderen:. „Schlechte Neuigkeiten“, „Kommt ein Mann zum Arzt“, „Kein Sex mehr“, „Alte Flammen“, „Star Trek“ „Mein Leben als Muslim“, „Banker“, „Das erste Date“, „Der Hundetrainer“ und „Croissants“. Auch Themen aus der Sauna, dem Bett, dem Wartezimmer oder auf einer Beerdigung wurden gespielt. Eine Folge hieß „Deutsche Versuchungen“. Man scheute sich auch nicht Spielsituationen um Rollstuhlfahrer und Autisten in Szene zu setzen.

## De Vloer Op auf der Theaterbühne
In der Spielzeit 2018/2019 tourte De Vloer Op durch die niederländischen Theater. Auch diese Auftritte standen unter der Regie Peter de Baans und wurde durch die Amsterdamer Produktionsfirma Hummelinck Stuurman Theaterbureau (Name seit 2021: Korthals Stuurman Theaterbureau) organisiert.

## De Vloer Op Jr.
Von 2012 bis 2019 wurde unter dem Namen De Vloer Op Jr. auf NPO Zapp auch eine Sendung für Jugendliche ausgestrahlt. Zusammen mit erwachsenen Schauspielern, die zum festen Kern der Hauptsendung gehörten, improvisierten junge Talente vor dem Publikum. Oft wurden Situationen oder Peinlichkeiten aus dem Leben eines Jugendlichen emotional bis humorvoll auf die Bühne gebracht. Diese Sendungen wurden nicht von Peter de Baan moderiert.
Die vorgegebenen Themen lauteten beispielsweise: „Ich gehe nach Südafrika.“, „Ich will, dass Oma hier bleibt“, „Fotos versenden“, „Vielleicht will ich nicht der Beste sein“, „Ich habe kein Geld“, „Ich suche eine Vaterfigur“ oder „Ich habe mich sehr für dich geschämt.“. Viele Themen kreisten aber auch um Liebe und Sexualität: „Ich liebe Meral“, „Wir haben uns geküsst“, „In [sexy] Unterwäsche erwischt“ („Gezien..in lingerie“), „Denkst du, dass ich lesbisch bin?“, „Und dann kam die Zunge“, „Ich bin zufrieden mit meinem Penis“, „Du lebst zusammen mit einer Schwuchtel“ oder „Ich mag auch Pornos“.